# Lyne Beaumont
Lyne Beaumont (Québec, 23 gennaio 1978) è una nuotatrice artistica canadese.
Ha rappresentato il Canada ai Giochi olimpici di Sydney 2000 ottenendo la medaglia di bronzo.

## Carriera sportiva
Lyne Beaumont ha iniziato la sua carriera agonistica nel nuoto sincronizzato a 19 anni, partecipando ai Campionati mondiali di nuoto 1998 tenuti a Perth in Australia, nei quali sfiorò la medaglia posizionandosi al quarto posto. 
Nel 2000, a Sydney, conquistò la medaglia di bronzo per i Giochi della XXVII Olimpiade.
Ebbe come compagne di squadra nelle Olimpiadi del 2000: Jessica Chase, Claire Carver-Dias, Erin Chan, Catherine Garceau, Fanny Létourneau, Kirstin Normand, Jacinthe Taillon e Reidun Tatham.